# Ходоров, Евгений Иосифович
Евгений Иосифович Хо́доров (1912 — ?) — советский учёный, специалист цементного производства.

## Биография
В 1934 году окончил МХТИ имени Д. И. Менделеева.
С середины 1930-х годов работал в Ленинграде в институте «Гипроцемент» инженером и зав. печной лабораторией.
С 1958 года заведующий печной лабораторией ВАМИ (Всесоюзный Алюминиево-Магниевый Институт).
Доктор технических наук (1963, тема диссертации «Тепловые процессы при обжиге материалов во вращающихся печах»). Профессор (1964).
Сын — Ходоров Александр Евгеньевич (1940—1998), литературовед, кандидат филологических наук.

## Сочинения
- Печи цементной промышленности: учебное пособие для институтов строительных материалов, факультетов «технология цемента» и спец. «теплотехника цементного производства»: В 2-х частях / Е. И. Ходоров; Под ред. И. И. Палеева. — М. : Стройиздат. Ч.1. — 1950. — 238 с. : ил. — Библиогр.: с. 369—370. Ч.2. — 1951. — 150 с. : ил. — Библиогр.: с. 147.
- Печи цементной промышленности: к изучению дисциплины / Е. И. Ходоров. — 2-е изд., доп. и перераб. — Л. : Стройиздат, 1968. — 456 с. : ил. — Библиогр.: с.450-454.
- Движение материала во вращающихся печах. — 1957. Москва : Промстройиздат
- Современная технология производства цементного клинкера. — 1960.
- Печи и сушилки силикатной промышленности: учебник для студентов вузов, обучающихся по специальности «Технология силикатов» / Д. Б. Гинзбург, С. Н. Деликишкин, Е. И. Ходоров, А. Ф. Чижский; Ред. П. П. Будников. — 3-е изд., перераб. — М. : Госстройиздат, 1963. — 344 с. : ил. — Библиогр.: с. 338.

Последняя публикация датирована 1984 годом.

## Награды и премии
- Сталинская премия второй степени (1950) — за разработку усовершенствованного технологического процесса и оборудования для высокопроизводительного цементного завода с мощными вращающимися печами
- ордена и медали